# Gedangan (Tuntang)
Gedangan is een bestuurslaag in het regentschap Semarang van de provincie Midden-Java, Indonesië. Gedangan telt 4064 inwoners (volkstelling 2010).